# Mike Post
Mike Post est un compositeur américain, né le 29 septembre 1944 à Berkeley, Californie (États-Unis).

## Biographie
Mike Post est considéré comme l'un des plus populaires compositeurs de musique de séries télévisées, surtout connu pour être l'auteur des génériques de Magnum, Capitaine Furillo, L'Agence tous risques, New York Police Blues, Code Quantum, New York, unité spéciale...

## Filmographie
- 1971 : The NBC Mystery Movie (série TV)
- 1971 : Make Your Own Kind of Music! (en) (série TV)
- 1971 : Two on a Bench (TV)
- 1972 : Gidget Gets Married (en) (TV) d'E. W. Swackhamer
- 1974 : The Morning After (en) de Richard T. Heffron (TV)
- 1974 : 200 dollars plus les frais (TV)
- 1974 : The Texas Wheelers (en) (série TV)
- 1974 : Locusts (TV)
- 1976 : Les Têtes brûlées (série TV)
- 1976 : The Invasion of Johnson County (TV)
- 1976 : Scott Free (TV)
- 1976 : Richie Brockelman: The Missing 24 Hours (TV)
- 1977 : Off the Wall (tv) (TV)
- 1977 : Charlie Cobb: Nice Night for a Hanging (TV)
- 1977 : CHiPs (CHiPs) (série TV)
- 1978 : Dr. Scorpion (TV)
- 1978 : Rabbit Test de Joan Rivers
- 1978 : The Gypsy Warriors de Lou Antonio
- 1978 : The White Shadow (en) (série TV)
- 1979 : Exécutions sommaires (Stone) (TV)
- 1979 : The Chinese Typewriter (TV)
- 1979 : Captain America (TV)
- 1979 : The Night Rider (TV)
- 1979 : 240-Robert (série TV)
- 1979 : Captain America 2 (TV)
- 1980 : Timide et sans complexe (Tenspeed and Brown Shoe) (série TV)
- 1980 : Stone (série TV)
- 1980 : Scout's Honor (TV)
- 1980 : Magnum (Magnum, P.I.) (série TV)
- 1980 : Coach of the Year (TV)
- 1981 : Capitaine Furillo (série TV)
- 1982 : Will: The Autobiography of G. Gordon Liddy (TV)
- 1982 : Jake Cutter (Tales of the Gold Monkey) (série TV)
- 1983 : Handgun (en) de Tony Garnett
- 1983 : Sunset Limousine (TV)
- 1983 : Le Juge et le pilote (Hardcastle and McCormick) (série TV)
- 1983 : Adam (TV)
- 1983 : L'Agence tous risques  (série TV)
- 1983 : Running Brave de Donald Shebib
- 1984 : Hadley's Rebellion (en) de Fred Walton
- 1984 : Riptide (série TV)
- 1984 : L'École des héros (Hard Knox) (TV)
- 1984 : No Man's Land (TV)
- 1984 : Rick Hunter (TV)
- 1984 : The River Rat (en) de Thomas Rickman
- 1985 : Brothers-in-Law (TV)
- 1985 : Heart of a Champion: The Ray Mancini Story (TV)
- 1986 : La Loi de Los Angeles (TV)
- 1986 : Adam: His Song Continues (TV)
- 1986 : La Loi de Los Angeles (L.A. Law) (série TV)
- 1987 : Un flic dans la mafia (Wiseguy) (série TV)
- 1987 : Flic à tout faire (en) (Hooperman) (série TV)
- 1988 : Sonny Spoon (série TV)
- 1988 : Scandals (TV)
- 1989 : The Ryan White Story (en) (TV)
- 1989 : Studio 5-B (en) (série TV)
- 1989 : Code Quantum (TV)
- 1989 : Docteur Doogie (Doogie Howser, M.D.) (série TV)
- 1989 : Booker (Booker) (série TV)
- 1990 : Without Her Consent (en) (TV)
- 1990 : Unspeakable Acts (TV)
- 1990 : New York, police judiciaire (Law & Order) (série TV)
- 1990 : Cop Rock (série TV)
- 1991 : L'As de la crime (The Commish) (série TV)
- 1991 : Palace Guard (série TV)
- 1992 : Le Rebelle (Renegade) (série TV)
- 1993 : New York Police Blues (série TV)
- 1994 : The Byrds of Paradise (en) (série TV)
- 1994 : Greyhounds (TV)
- 1995 : Jake Lassiter: Justice on the Bayou (TV)
- 1995 : Pointman (série TV)
- 1995 : Infos FM (série TV)
- 1995 : The Rockford Files: A Blessing in Disguise (TV)
- 1995 : Murder One: L'affaire Rooney (Murder One) (série TV)
- 1996 : The Rockford Files: If the Frame Fits... (TV)
- 1996 : The Rockford Files: Friends and Foul Play (TV)
- 1996 : The Rockford Files: Punishment and Crime (TV)
- 1997 : Murder One: Diary of a Serial Killer (feuilleton TV)
- 1997 : Brooklyn South (série TV)
- 1997 : The Rockford Files: Murder and Misdemeanors (TV)
- 1998 : Sins of the City (série TV)
- 1998 : Le Flic de Shanghaï (Martial Law) (série TV)
- 1998 : Police contre police (Exiled) (TV)
- 1999 : The Rockford Files: If It Bleeds... It Leads (TV)
- 1999 : Dr. Quinn Medicine Woman: The Movie (TV)
- 1999 : New York, unité spéciale (Law & Order: Special Victims Unit) (série TV)
- 2000 : City of Angels (série TV)
- 2000 : Enquêtes à la une (série TV)
- 2001 : New York, section criminelle (Law & Order: Criminal Intent) (série TV)
- 2001 : Philly (série TV)
- 2002 : Dead Above Ground de Chuck Bowman
- 2002 : New York Police Blues (Inside "NYPD Blue" : A Decade on the Job') (TV)
- 2003 : Dragnet (série TV)
- 2003 : The Gin Game (TV)
- 2005 : New York Police Blues (Inside "NYPD Blue" : A Final Tribute) (TV)

## Distinctions
- BMI Film & TV Awards
  - New York, section criminelle (Law & Order: Criminal Intent) (2001), (2003, 2004, 2005) (award)
  - New York, unité spéciale (Law & Order: Special Victims Unit) (1999), (2001, 2002) (award)
  - Blossom (1991) 1993  (award)
  - New York Police Blues (1993) & Danny Lux (1996) (award)
  - La Loi de Los Angeles (1986), (1987, 1988, 1990, 1992) (award)
  - Hunter (1984) 1989 (award)
- Emmy Awards
  - Murder One (1995) (award)
  - New York Police Blues (1993) (nommé)
  - Unsub (1989) (nommé)
  - Capitaine Furillo (1981) (nommé)
- Razzie Awards (nommée) "Rhinestone" (1984)